# Geophis incomptus
Geophis incomptus este o specie de șerpi din genul Geophis, familia Colubridae, descrisă de Duellman 1959. Conform Catalogue of Life specia Geophis incomptus nu are subspecii cunoscute.